# 新米科拉伊夫卡 (巴拉克利亞市鎮)
49°23′35″N 36°32′10″E / 49.39306°N 36.53611°E
新米科拉伊夫卡（羅馬化：Novomykolaivka）是位於烏克蘭東部哈爾科夫州伊久姆區巴拉克利亚市镇的村莊。該村始建於1733年，面積0.51平方公里，海拔高度133米，2001年人口50，人口密度每平方公里97.3人。